# Corps
 Corps  es una población y comuna francesa, en la región de Ródano-Alpes, departamento de Isère, en el distrito de Grenoble. Es el chef-lieu del cantón de Corps.
El lugar es conocido por ser el lugar de nacimiento de Maximino Giraud, uno de los videntes de la aparición de Nuestra Señora de la Salette, importante devoción católica. Maximino nació y murió en el pueblo, y está enterrado allí.

## Demografía
| 608 | 556 | 465 | 505 | 512 | 453 |
| Para los censos de 1962 a 1999 la población legal corresponde a la población sin duplicidades (Fuente: INSEE [Consultar]) |     |     |     |     |     |